# وقار يونس
وقار يونس (من مواليد 16 نوفمبر 1971) هو مدرب الكريكيت الباكستاني، والمعلق والكريكيت السابق الذي قاد فريق الكريكيت الوطني الباكستاني.

## مهارات
كان يونس يتميز بقدرته على عكس تأرجح كرة الكريكيت بسرعة عالية.
حصل يونس على 373 ويكيت اختبار و 416 ويكيت إنترناشيونال خلال حياته المهنية.
يتمتع يونس بأفضل معدل ضربات، بعد ديل ستاين، وهو أصغر لاعب كرة يأخذ 400 ويكيت في لعبة الكريكيت.
يُعرف على نطاق واسع بأنه واحد من أفضل لاعبي الرماة في العالم، على الرغم من أن معظم المعلقين يتفقون على أن إحصائيات حياته المهنية ضعيفة بعد إصابته في الظهر في عام 1991.

## المسيرة
عمل كمدرب للبولينغ مع المنتخب الوطني من 2006 إلى 2007. وتم تعيينه كمدرب لفريق الكريكيت الباكستاني في 3 مارس 2010.
استقال كمدرب للكريكيت في باكستان في 19 أغسطس 2011 بدعوى «أسباب شخصية».
ثم انضم إلى Sunrisers Hyderabad كمدرب للبولينج في الدوري الهندي الممتاز الموسم 2013.
في 4 سبتمبر 2019 ، تم تعيين يونس من قبل PCB كمدرب جديد للبولينج في باكستان بموجب عقد مدته 3 سنوات. وحل محل أزهر محمود، الذي أقيل بعد أداء باكستان المخيب للآمال في بطولة كأس العالم 2019.

## روابط خارجية
- وقار يونس على موقع إي آس بي آن كريك إنفو (الإنجليزية)